# Marina Erakovicová
Marina Erakovicová (chorvatsky Marina Eraković; narozená 6. března 1988 Split, Jugoslávie, dnes Chorvatsko) je novozélandská profesionální tenistka. Na Nový Zéland emigrovala se svou rodinou v roce 1994, ve věku šesti let.
V dosavadní kariéře vyhrála na okruhu WTA pět turnajů ve čtyřhře. Dvakrát se probojovala do finále dvouhry, z nichž odešla poražena. Poprvé na turnaji v Québecu v roce 2011 prohrála s Barborou Záhlavovou-Strýcovou a podruhé pak v únoru 2012 v Memphisu, kde nestačila na Švédku Sofii Arvidssonovou. V rámci okruhu ITF získala k dubnu 2012 jedenáct titulů ve dvouhře a pět ve čtyřhře.
Na žebříčku WTA byla nejvýše ve dvouhře klasifikována v březnu 2012 na 45. místě a ve čtyřhře pak v říjnu 2008 na 47. místě. Trénuje ji Christian Zahalka.
Nový Zéland reprezentovala na Letních olympijských hrách 2008 v Pekingu, kde v úvodním kole dvouhry podlehla Japonce Ajumi Moritové startující na divokou kartu.

## Juniorská kariéra
Společně s Nizozemkou Michaëllou Krajicekovou vyhrály juniorku čtyřhry na US Open 2004 a v následující sezóně získala ze stejné soutěže druhý titul na Australian Open 2005, kde hrála s Běloruskou Viktorií Azarenkovou. Finále deblu si zahrála ještě dvakrát, a to ve Wimbledonu 2004 a 2005, a to vždy spolu s Rumunkou Monicou Niculescuovou odešly poraženy.

## Finále na turnajích WTA
| Legenda                    | Legenda                      |
| před rokem 2009            | od roku 2009                 |
| -------------------------- | ---------------------------- |
| D – dvouhra; Č – čtyřhra   |                              |
| Grand Slam tournaments (0) |                              |
| WTA Championships (0)      |                              |
| Tier I (0–0)               | Premier Mandatory (0–0)      |
| Tier II (0–0)              | Premier 5 (0–0)              |
| Tier III (3–0 Č)           | Premier (0–0)                |
| Tier IV & V (0–0)          | International (0–2 D; 2–4 Č) |

### Dvouhra: 2 (0–2)

#### Finalistka (2)
| Č. | Datum          | Turnaj         | Povrch    | Finalistka                 | Výsledek      |
| -- | -------------- | -------------- | --------- | -------------------------- | ------------- |
| 1. | 18. září 2011  | Quebec, Kanada | tvrdý     | Barbora Záhlavová-Strýcová | 6–4, 1–6, 0–6 |
| 2. | 25. února 2012 | Memphis, USA   | tvrdý (h) | Sofia Arvidssonová         | 3–6, 4–6      |

### Čtyřhra: 9 (5–4)
| Stav       | Č. | Datum             | Turnaj           | Povrch    | Partnerka              | Soupeřky ve finále                        | Výsledek                   |
| Finalistka | 1. | 24. května 2008   | Istanbul         | antuka    | Polona Hercogová       | Jill Craybasová Olga Govorcovová          | 1–6, 2–6                   |
| Vítězka    | 1. | 21. června 2008   | 's-Hertogenbosch | tráva     | Michaëlla Krajiceková  | Līga Dekmeijereová Angelique Kerberová    | 6–3, 6–2                   |
| Vítězka    | 2. | 4 October 2008    | Tokio            | tvrdý     | Jill Craybasová        | Ajumi Moritová Aiko Nakamuraová           | 4–6, 7–5, 10–6             |
| Vítězka    | 3. | 26. října 2008    | Lucemburk        | tvrdý     | Sorana Cîrsteaová      | Věra Duševinová Maria Korytcevová         | 2–6, 6–3, 10–8             |
| Vítězka    | 4. | 14. února 2010    | Pattaya City     | tvrdý     | Tamarine Tanasugarnová | Anna Čakvetadzeová Xenija Pervaková       | 7–5, 6–1                   |
| Finalistka | 2. | 24. července 2010 | Portorož         | tvrdý     | Anna Čakvetadzeová     | Marija Kondratěvová Vladimíra Uhlířová    | 4–6, 6–2, [7–10]           |
| Finalistka | 3. | 8. ledna 2011     | Auckland         | tvrdý     | Sofia Arvidssonová     | Květa Peschkeová Katarina Srebotniková    | 3–6, 0–6                   |
| Vítězka    | 5. | 16- října 2011    | Linec            | tvrdý (h) | Jelena Vesninová       | Julia Görgesová Anna-Lena Grönefeldová    | 7–5, 6–1                   |
| Finalistka | 4. | 14. ledna 2012    | Hobart           | tvrdý     | Čuang Ťia-žung         | Irina-Camelia Beguová Monica Niculescuová | 6–7(4–7), 7–6(7–4), [10-5] |

## Postavení na žebříčku WTA na konci sezóny

### Dvouhra
| Rok    | 2005 | 2006   | 2007   | 2008  | 2009   |
| Pořadí | 213. | ▲ 160. | ▼ 161. | ▲ 60. | ▼ 232. |

### Čtyřhra
| Rok    | 2005 | 2006   | 2007   | 2008  | 2009   |
| Pořadí | 677. | ▲ 274. | ▲ 258. | ▲ 43. | ▼ 351. |